# Nika Kłosowska
Nika Kłosowska-Wohlman (ur. 1908 w Rydze; zm. 16 grudnia 2001 w Melbourne) – polska emigracyjna politolożka i tłumaczka, autorka wspomnień. 

## Życiorys
Absolwentka Szkoły Nauk Politycznych w Wilnie. W czasie studiów była w bliskiej relacji z Czesławem Miłoszem. Uczennica Wiktora Sukiennickiego. W latach 1938–1939 była urzędniczką Funduszu Pracy. W latach 1939–1941 więziona w ZSRR. Następnie żołnierz Armii Polskiej w ZSRR (1941–1942), Armii Polskiej na Wschodzie (1942–1943) i 2 Korpusu Polskiego (1943–1947). Po wojnie pozostała na emigracji. Od 1978 była współpracowniczką Instytutu Literackiego w Paryżu.

## Wybrane publikacje
- Fragmenty wspomnień, „Zeszyty Historyczne” (1993), z. 103, s. 154–170.
- Wojna i druga młodość, „Zeszyty Historyczne” (1996), z. 116, s. 83–134.
- Dwa lata więzienia, „Zeszyty Historyczne”, z. 107, s. 48–68.